# Pasohstichus konishii
Pasohstichus konishii är en stekelart som beskrevs av Ikeda 1997. Pasohstichus konishii ingår i släktet Pasohstichus och familjen finglanssteklar. Inga underarter finns listade i Catalogue of Life.